# 齋藤小浪
齋藤 小浪（さいとう こなみ、1992年7月18日 - ）は、日本の元女性声優。最終所属はマウスプロモーション。群馬県出身。

## 来歴
2013年、日本工学院八王子専門学校を卒業。同年、マウスプロモーション付属俳優養成所に入所し、2015年よりマウスプロモーションの所属となる。
2016年5月よりSHIROBACOカフェにて、タマ5三期生として活動する。2017年4月より女子ゲーム実況集団「電脳◯乙女団」のメンバーとして活動している。
2024年3月末をもって声優業を廃業することを自身のXアカウント上で報告した。

## 人物
- 上州弁を話せる[2]。
- 趣味・特技はドラム、ゲーム、どこでもどんな体勢でも寝られること、ゾンビ映画を観ることである[2]。
- 2017年より「農耕神クロノス」という名前のデグーを飼っていた[8]。

## 後任
齋藤の引退後、持ち役を引き継いだ人物は以下の通り。
| 後任     | 役名     | 概要作品     | 後任の初担当作品 |
| -------- | -------- | ------------ | ---------------- |
| 高田憂希 | ルリエカ | 『無期迷途』 | 2025年11月以降   |
| 高田憂希 | イグニ   | 『無期迷途』 | 2025年11月以降   |
| 高田憂希 | フェイ   | 『無期迷途』 | 2025年11月以降   |

## 出演

### テレビアニメ
2014年
- 少年ハリウッド -HOLLY STAGE FOR 49-（2014年 - 2015年、子供、スタッフ、女子、ファン、女性）- 2シリーズ
- Fate/stay night [Unlimited Blade Works]（生徒たち）

2015年
- アイカツ!（赤枝優子、生徒、女子高生、AD）
- おそ松さん（女子生徒）
- ケイオスドラゴン 赤竜戦役（槍兵）

2016年
- アイカツスターズ!（花畑ナナ、1年生（ボタンに穴がないアイドル）、客）
- ジョジョの奇妙な冒険 ダイヤモンドは砕けない（少年億泰）
- ファンタシースターオンライン2 ジ アニメーション（女子生徒）
- 遊☆戯☆王ARC-V（ハートランドの子供の兄）

2017年
- AKIBA'S TRIP -THE ANIMATION-（エウリアン）
- ハンドシェイカー（女性）
- テイルズ オブ ゼスティリア ザ クロス（子供）
- 王室教師ハイネ（男の子）
- 活撃 刀剣乱舞（客引き、女の子）
- このはな綺譚（巫女B〈楪〉）
- アニメガタリズ（サオリ、アニメファン）

2018年
- かくりよの宿飯（梅、管子猫B、仲居C、仲居B）
- ルパン三世 PART5（女の子）

2019年
- パパだって、したい（女子B）

2020年
- アイカツオンパレード!（ファン）
- 巨神と氷華の城（いっちゃん）

2021年
- アイカツプラネット!（観客）

2023年
- 神達に拾われた男2（テオ）

### 劇場アニメ
- 映画 ハピネスチャージプリキュア! 人形の国のバレリーナ（2014年）
- 劇場版 Fate/stay night [Heaven's Feel] I.presage flower（2017年）

### OVA
- 12歳。（2015年、女子2） - 『ちゃお』2015年10月号付録

### Webアニメ
- マウスどうぶつえん（2017年、Tレックスのこなみ[19]）
- マウスどうぶつえん名作劇場（2020年、Tレックスのこなみ）

### ゲーム
2015年
- 刻のイシュタリア（世界樹の案内人ラタトスク、天上の魔女ウラニア、猫の女神バステト）
- 創作アリスと王子さま!（真壁真人、冨永裕）

2016年
- 12歳。〜恋するDiary〜（女の子）
- ストリートファイターV（ヤンユー）
- 戦国姫譚MURAMASA-雅-（本多正純、高力清長、片倉小十郎）
- ユバの徽（弓の者、ナンディ）

2017年
- 城姫クエスト（山中城）
- 天華百剣-斬-（2017年-2020年、九字兼定、[影]九字兼定）
- 放置少女〜百花繚乱の萌姫たち〜（2017年 - 2018年、韓当、孟獲、于禁、徐晃）

2018年
- グランブルーファンタジー（少年、男の子）
- 陰陽おとぎソール（マイセン）
- 九州三国志 ※公式実況プレイヤー

2019年
- ファイアーエムブレム 風花雪月

2020年
- アビス・ホライズン（ザラ）
- けものフレンズ3（ヒトコブラクダ）

2022年
- 無期迷途（ルリエカ〈初代〉、イグニ〈初代〉、フェイ〈初代〉）

### ドラマCD
- 男子高校生、はじめての（2015年、女子生徒）
- MAUSU THEATER
- くそせん!〜クソな専門学校生の日常〜（2018年、山村理恵[29]）
- サイレントウィッチーズ スオムスいらん子中隊ReBOOT！（2019年 - ジュゼッピーナ・チュインニ）

### BLCD
- ある小説家のノロケ話（2014年、女性）

### オーディオドラマ
- おしおきエクスキュート（2017年、女子生徒[30]）
- ちゃおチャンネル「ブラックアリス」（2018年、根岸雫）

### 吹き替え
- ストロベリー・ショートケーキ: ベリー・ビティで大冒険（レモン）
- ワクフ

### ラジオ
- ドリーム・ドリーム・パーティ第14期（2014年）

### テレビ番組
※はインターネット配信。
- 電脳◯乙女団（2017年 - 、YOUTUBE LIVE※[5]）
- 電脳乙女団 オトメトーーク!（2017年 - 、SHOWROOM※[31]）

### 舞台
- 劇団空感エンジン「チエコ」（2013年、A班出演）[32]
- 劇団猿芝居 第4回公演「どっか こっか」[33]（2014年）
- CxC公演「春木桜子の死に関する考察」（2014年、声のみ）
- URAZARU企画 vol.1「pooh」(2017年、赤pooh組出演) ＠八幡山ワーサルシアター

### ナレーション
- ドキドキ！プリキュア うきうきぬりえカラーワンダー CM

### その他コンテンツ
- プロジェクト「声優e-Sports部」二期生（2020年5月 - 2024年3月）YouTubeでのゲーム実況[34][35]